# شياولياي
شياولياي هي رابع أكبر مدينة في ليتوانيا حيث يبلغ عدد سكانها 133,900 نسمة. وهي عاصمة لمقاطعة شياولياي. يطلق عليها عاصمة الشمال الليتواني. حصلت على حقوقها كمدينة في سنة 1589. حسب الإحصاء السكاني لعام 2001 شكل الليتوانيون 93%، الروس 5%، أما الأوكرانيون، البيلاروسيون، الغجر، اللاتفيون، الأرمن والعرقيات الأخرى يشكلون نسبة 2%.

## المناخ
يظهر الجدول التالي التغييرات المناخية على مدار السنة لشياولياي:
| البيانات المناخية لـشياولياي       | البيانات المناخية لـشياولياي | البيانات المناخية لـشياولياي | البيانات المناخية لـشياولياي | البيانات المناخية لـشياولياي | البيانات المناخية لـشياولياي | البيانات المناخية لـشياولياي | البيانات المناخية لـشياولياي | البيانات المناخية لـشياولياي | البيانات المناخية لـشياولياي | البيانات المناخية لـشياولياي | البيانات المناخية لـشياولياي | البيانات المناخية لـشياولياي | البيانات المناخية لـشياولياي |
| الشهر                              | يناير                        | فبراير                       | مارس                         | أبريل                        | مايو                         | يونيو                        | يوليو                        | أغسطس                        | سبتمبر                       | أكتوبر                       | نوفمبر                       | ديسمبر                       | المعدل السنوي                |
| ---------------------------------- | ---------------------------- | ---------------------------- | ---------------------------- | ---------------------------- | ---------------------------- | ---------------------------- | ---------------------------- | ---------------------------- | ---------------------------- | ---------------------------- | ---------------------------- | ---------------------------- | ---------------------------- |
| الدرجة القصوى °م (°ف)              | 10.5 (50.9)                  | 13.3 (55.9)                  | 21.0 (69.8)                  | 26.6 (79.9)                  | 30.4 (86.7)                  | 32.1 (89.8)                  | 35.0 (95.0)                  | 35.7 (96.3)                  | 30.1 (86.2)                  | 23.3 (73.9)                  | 16.9 (62.4)                  | 13.4 (56.1)                  | 35.7 (96.3)                  |
| متوسط درجة الحرارة الكبرى °م (°ف)  | −0.7 (30.7)                  | −0.4 (31.3)                  | 4.0 (39.2)                   | 11.6 (52.9)                  | 17.9 (64.2)                  | 20.5 (68.9)                  | 23.1 (73.6)                  | 22.3 (72.1)                  | 16.6 (61.9)                  | 10.6 (51.1)                  | 4.0 (39.2)                   | 0.3 (32.5)                   | 10.9 (51.6)                  |
| المتوسط اليومي °م (°ف)             | −3.0 (26.6)                  | −3.3 (26.1)                  | 0.5 (32.9)                   | 6.8 (44.2)                   | 12.5 (54.5)                  | 15.5 (59.9)                  | 18.1 (64.6)                  | 17.4 (63.3)                  | 12.5 (54.5)                  | 7.4 (45.3)                   | 1.9 (35.4)                   | −1.9 (28.6)                  | 7.1 (44.8)                   |
| متوسط درجة الحرارة الصغرى °م (°ف)  | −7.9 (17.8)                  | −7.7 (18.1)                  | −4.2 (24.4)                  | 1.2 (34.2)                   | 6.7 (44.1)                   | 10.5 (50.9)                  | 12.3 (54.1)                  | 11.7 (53.1)                  | 8.1 (46.6)                   | 4.1 (39.4)                   | −0.3 (31.5)                  | −5.0 (23.0)                  | 2.5 (36.5)                   |
| أدنى درجة حرارة °م (°ف)            | −36.0 (−32.8)                | −36.4 (−33.5)                | −27.0 (−16.6)                | −13.2 (8.2)                  | −3.5 (25.7)                  | 0.1 (32.2)                   | 5.2 (41.4)                   | 2.1 (35.8)                   | −5.7 (21.7)                  | −8.5 (16.7)                  | −19.3 (−2.7)                 | −31.1 (−24.0)                | −36.4 (−33.5)                |
| الهطول مم (إنش)                    | 41.7 (1.64)                  | 30.7 (1.21)                  | 35.9 (1.41)                  | 34.5 (1.36)                  | 50.6 (1.99)                  | 72.5 (2.85)                  | 71.7 (2.82)                  | 69.4 (2.73)                  | 55.2 (2.17)                  | 63.1 (2.48)                  | 51.3 (2.02)                  | 44.6 (1.76)                  | 621.2 (24.44)                |
| متوسط أيام هطول الأمطار            | 11.4                         | 8.9                          | 9.2                          | 7.3                          | 8.7                          | 10.7                         | 10.0                         | 10.2                         | 9.6                          | 10.8                         | 11.1                         | 11.9                         | 119.8                        |
| ساعات سطوع الشمس الشهرية           | 37                           | 65                           | 125                          | 176                          | 263                          | 277                          | 261                          | 243                          | 166                          | 100                          | 42                           | 29                           | 1٬784                        |
| المصدر #1: Météo Climat            |                              |                              |                              |                              |                              |                              |                              |                              |                              |                              |                              |                              |                              |
| المصدر #2: NOAA (extremes and sun) |                              |                              |                              |                              |                              |                              |                              |                              |                              |                              |                              |                              |                              |

## توأمة
لشياولياي اتفاقيات توأمة مع كل من:
- Teterow [الإنجليزية]‏
- يلغافا (1960 - )[9]
- كالينينغراد (2003 - )
- بلاوين
- خميلنيتسكي
- تشيستوخوفا
- بارانافيتشي (27 مايو 2001 - )
- فريديريكا
- كريستيانستاد
- مدينة بارنو [الإنجليزية]‏
- إيتن- لور
- أوماها

## أعلام
- روبرتس جافتوكاس
- جيديميناس باجدوناس
- ميندوجاس جوكوسكاس
- فيكتوريا تشميليتي
- أنتاناس سيريكا

## وصلات خارجية
- الموقع الرسمي
- صور شياولياي